# Ministère de l'Unification
Le ministère de l'Unification (en coréen : 통일부 (tong-il-bu), en hanja : 統一部) est un ministère exécutif du gouvernement de Corée du Sud chargé de la réunification de la Corée. Il a été créé en 1969 en tant que Conseil de l'unification nationale, sous la direction de Park Chung-hee. Il a acquis son statut actuel en 1998 et a joué un rôle majeur dans la promotion du dialogue, de la coopération et des échanges  inter-coréens.
Sous la direction du précédent ministre Yu Woo-ik, le ministère était composé d'un bureau chargé de la planification et de la coordination ; trois bureaux pour la politique d'unification, la politique des échanges inter-coréens ainsi que la politique de coopération et de coopération humanitaire ; un bureau spécial pour le projet de zone industrielle de Kaesong ; et cinq agences affiliées pour l'éducation autour de l’unification, le dialogue inter-coréen, le transit entre le Sud et le Nord, l'accompagnement lors de l'installation des Nord-Coréens déracinés ainsi que les consultations inter-coréennes sur les échanges et la coopération. Toutefois, en 2008, le ministère a été réduit de façon significative dans un effort de restructuration du gouvernement pour en améliorer l'efficacité.
Le ministre actuel est Chung Dong-young qui est nommé le 23 juin 2025. Son siège est au troisième et quatrième étages du complexe gouvernemental de Séoul, dans le district de Jongno.